# Trypoxylon medium
Trypoxylon medium är en stekelart som beskrevs av De Beaumont 1945. Trypoxylon medium ingår i släktet Trypoxylon, och familjen Crabronidae. Arten är reproducerande i Sverige.